# 專案經理雜誌
《專案經理雜誌》（英語：PM Magazine）以「專案管理」知識為主軸之管理類雜誌，創刊於2011年7月。《專案經理雜誌》以雙月刊電子雜誌形式出版，初期提供雜誌簡報檔免費下載，後來上架全台17家電子書城及中國大陸書城。2013年12月份起已有發行紙本雜誌。雜誌藉由一般大眾可接受的題材，從專案管理角度切入，讓大眾能對專案管理有更多的認識，同時各期報導也無償提供台灣大學院校教席申請做為教案分享。

## 發展歷史
- 2011年，時任ITPM協會「華人十大傑出專案經理人獎(簡稱十專獎)」總召集人的周龍鴻，為推廣專案管理知識，邀約記者與專欄作家撰寫專案管理獎項報導與實務文章，促成《專案經理》雜誌面世[5]
- 2011年7月創刊，《專案經理》雜誌，創刊初期僅有iPad電子版及PPT簡報檔[6]。曾報導：101大樓、台北花博、世界設計大展、賽德克巴萊、少年Pi的奇幻漂流、我可能不會愛你、五月天演唱會......，以及數位科技、生活休閒、職場技能等專欄。[7]
- 2012年6月，上架第一家電子書城。
- 2013年12月，增加出版半年刊實體雜誌，第一本紙本雜誌封面故事為五月天演唱會的專案管理[8]，上架各大實體書店及統一超商。於每年6、12月與電子版同步發行。
- 2013年8月，《專案經理》旗下設立「專案經理網路大學」線上學習平台[9]，透過課程讓更多專案管理人才補充專業知識。

## 外部連結
- 專案經理雜誌 （页面存档备份，存于）
- 專案經理網路大學 （页面存档备份，存于）
- 專案經理雜誌的Facebook專頁